# Дисвато (дем Места)
Дисвато или Недерли (на гръцки: Δύσβατο, на катаревуса: Δύσβατον, Дисватон, до 1926 година Νεδερλή, Недерли) е село в Гърция, дем Места (Нестос), административна област Източна Македония и Тракия. В него са оцелели забележителни архитектурни паметници и каменен сводест мост. Църквата в селото е „Свети Георги“.

## География
Разположено е североизточно от Кавала, на надморска височина от 460 m.

## История

### В Османската империя
В XIX век е село в Саръшабанска каза на Османската империя. На австро-унгарската военна карта е отбелязано като Недерли (Nederli), също и на картата на Йоргос Кондоянис – Недерли (Νεδερλή). Съгласно статистиката на Васил Кънчов („Македония. Етнография и статистика“) към 1900 година Недерли (Надерли) е турско селище и в него живеят 260 турци.
Според гръцка статистика към 1911 година селото е изцяло мюсюлманско с 590 жители мюсюлмани.

### В Гърция
В 1913 година селото попада в Гърция след Междусъюзническата война. Според статистика от 1913 година има население от 598 души, а в 1920 година - 460 жители. В броя на жителите му са пресметнати и жителите на Даутли махале, Ходжа махале, Джами махале и Имерли. През 20-те години на XX век турското му население се изселва по споразумението за обмен на население между Гърция и Турция след Лозанския мир и на негово място са заселени гърци бежанци, които в 1928 година са 80 семейства със 187 души, като селището е изцяло бежанско.
Българска статистика от 1941 година показва 472 жители.
Селяните произвеждат тютюн, като се занимават и със скотовъдство.
| Име        | Име        | Ново име  | Ново име  | Описание                    |
| ---------- | ---------- | --------- | --------- | --------------------------- |
| Рахи Орман | Ράχη Ορμὰν | Дендракия | Δενδράκια | връх в Урвил, ЮИ от Дисвато |

Част е от дем Орино по закона Каподистрияс от 1997 година. С въвеждането на закона Каликратис, Дисвато става част от дем Места.
Според преброяването от 2001 година има 23 жители, а според преброяването от 2011 година има 9 жители.
| Година    | 1913 | 1920 | 1928 | 1940 | 1951 | 1961 | 1971 | 1981 | 1991 | 2001 | 2011 | 2021 |
| --------- | ---- | ---- | ---- | ---- | ---- | ---- | ---- | ---- | ---- | ---- | ---- | ---- |
| Население | 598  | 460  | 333  | 483  | 175  | 119  | 38   | 24   | 57   | 23   | 9    | 22   |